# Abd an-Nasir Musa Abu l-Basal
Scheich Abd an-Nasir Musa Abu l-Basal (arabisch عبد الناصر موسى أبو البصل, DMG ʿAbd an-Nāṣir Mūsā Abū l-Baṣal; geboren 1. April 1964 in Salt, Jordanien) ist ein islamischer Geistlicher und Rechtsgelehrter. Er ist der Präsident der 2008 gegründeten World Islamic Sciences and Education University (WISE) in Amman. Er promovierte 1992 an der Fakultät für Scharia der Universität Ez-Zitouna in Tunis, Tunesien. Zu seinen Wirkungsstätten zählt die Fakultät für Scharia und Islamische Studien der Universität von Schardscha in Schardscha, Vereinigte Arabische Emirate, deren Dekan er war. Er war auch Dekan der Fakultät für islamisches Recht der Yarmuk-Universität in Irbid, Jordanien.
Er ist seit 2006 Mitglied des Kuratoriums des  Royal Institute for Religious Studies (Königliches Institut für religiöse Studien) in Amman, Jordanien, unter Prinz Hassan ibn Talal.
2008 war er einer der Delegationsteilnehmer des 2. Seminars des Katholisch-Muslimischen Forums.
Er ist Mitglied der Assembly of Muslim Jurists of America (Abk. AMJA; Vereinigung muslimischer Juristen Amerikas) in Sacramento, Kalifornien.
Er war Teilnehmer der 5th Shura Fiqh Conference in Kuwait.